# Спиро Суруджиев
Спиро К. Суруджиев (Сюруджиев или Суруджиевич) е български просветен и църковен деец от Македония.

## Биография
Спиро Суруджиев е роден в щипското село Ново село, Османската империя, днес Северна Македония. Мести да се да живее в Солун като млад, където се занимава с търговия. Суруджиев е съветник дълги години на българската митрополия и влиза в училищното настоятелство. Подпомага материално църковното и просветното дело в града. В 1897 година, когато се създава благотворителното братство „Милосърдие“ по инициатива на Атанас Шопов, негов подпредседател става Спиро Суруджиев, а председател е Димитър Шавкулов.
Суруджиев е сред дейците на Българското тайно революционно братство в Солун. След Солунските атентати е арестуван, но успява да се освободи с подкуп от 200 турски лири, даден на началника на солунската полиция.
Суруджиев е задържан от гръцките власти след Балканската война и е заточен на остров Трикери; след откуп, в крайно лошо състояние, е освободен и прехвърлен в Солун, където умира в болница, според някои отровен.
В Карнегиевата анкета е описана неговата съдба: 
| „ | Той бил вече веднъж арестуван, разпитан и освободен. Една седмица по-късно отново го арестували и изпратили в Трикери. Суруджиев бил състоятелен човек. Неговата съпруга успяла да го освободи срещу 500 турски лири (тази цифра бе също така потвърдена пред член от Комисията от очевидци на предаването ѝ.) Но какво било неговото състояние? Нещастникът бил полумъртъв. При повторната среща с жена си той могъл само да произнесе думите „Страшно ни биха“. Дрехите му воняли на изпражнения. Не бил спал в продължение на седем нощи, тъй като бил вързан гръб към гръб с друг затворник. По настояване на жена му Суруджиев е изпратен във френската болница на католическите милосърдни сестри, но на следващия ден бил прехвърлен в казармите за болни от холера, където починал след първите две инжекции. | “ |

Синът му Страшимир Суруджиев (1905 – 1978) е виден български тенисист.
Суруджиевата къща в Солун на братята Иван, Мице и Спиро е паметник на културата.